# Patalom
Patalom é um município da Hungria, situado no condado de Somogy. Tem 6,68 km² de área e sua população em 2019 foi estimada em 327 habitantes.